# 斯科特·本頓

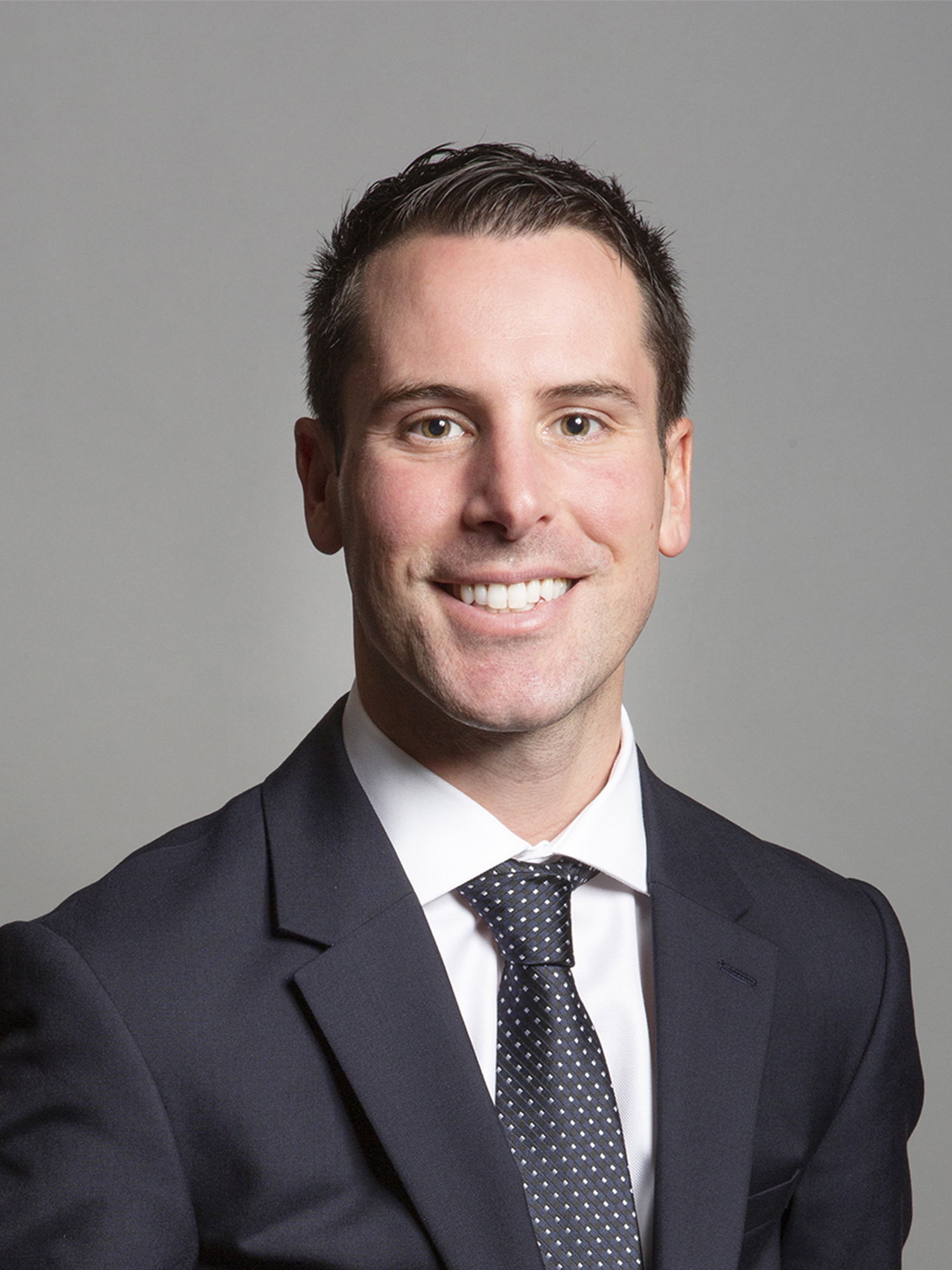

（1987年7月1日—）是英國的一位政治家，所屬政黨是保守黨。他在2019年英國大選中當選南黑池的議員。
2023年4月5日，他因捲入洩密案而被保守黨停止黨籍，目前為獨立議員；於2024年1月向下議會抨擊削減健保經費的政策導致他的選民無法得到良好的醫療照顧。